# Masacre de Chullas
La masacre de Chullas fue el asesinato de 18 campesinos perpetrado por el Partido Comunista del Perú-Sendero Luminoso (PCP-SL) en Chullas, Ayacucho.

## Acontecimientos
El 29 de agosto de 1988, un grupo de senderistas disfrazados de soldados incursionaron en Chullas, una localidad ubicada en la provincia de La Mar, Ayacucho. Los senderistas al llegar a la comunidad convocaron a los miembros del Comité de Defensa Civil (CDC). Cuando estos acudieron, los hicieron formar y preguntaron por Pedro Caycho Oscorima, jefe del Comité. Al identificarlo, hicieron que los convocados pusieran "cuerpo en tierra". Al hacerlo, un grupo de 20 senderistas vestidos de pobladores aparecieron y dispararon. En total hubo 18 víctimas.